# Reading (Vermont)
Reading est une ville du comté de Windsor au Vermont aux États-Unis. En 2010 la population était de 667 habitants.

## Démographie
|                  |                     | Woodstock (Vermont)    |
|                  | Reading             | West Windsor (Vermont) |
| Ludlow (Vermont) | Cavendish (Vermont) |                        |